# Lucy Fry
 (décembre 2014).
Si vous disposez d'ouvrages ou d'articles de référence ou si vous connaissez des sites web de qualité traitant du thème abordé ici, merci de compléter l'article en donnant les références utiles à sa vérifiabilité et en les liant à la section « Notes et références ».
Pour les articles homonymes, voir Fry.
Lucy Elizabeth Fry (prononcé en anglais : [ˈluːsi əˈlɪzəbəθ fɹaɪ]), née le 13 mars 1992 à Wooloowin dans le Queensland en Australie, est une actrice et productrice australienne.

## Biographie
Lucy est née le 13 mars 1992 à Wooloowin dans le Queensland en Australie. Elle est scolarisée au Brisbane Girls Grammar School de Brisbane, dans l'État du Queensland et commence à étudier la comédie pendant son plus jeune âge. En 2007, elle est finaliste de Girlfriend Magazine Model Search.
Elle a une sœur aînée nommée Sally Fry.

## Carrière
Lucy Fry commence sa carrière avec la série télévisée australienne Lightning Point aux côtés de Philippa Coulthard et Jessica Green, en 2012.
En 2013, elle obtient le rôle de Lyla, une des trois sirènes dans la série dérivée de H2O qui s'intitule Les Sirènes de Mako aux côtés de Amy Ruffle et Ivy Latimer.

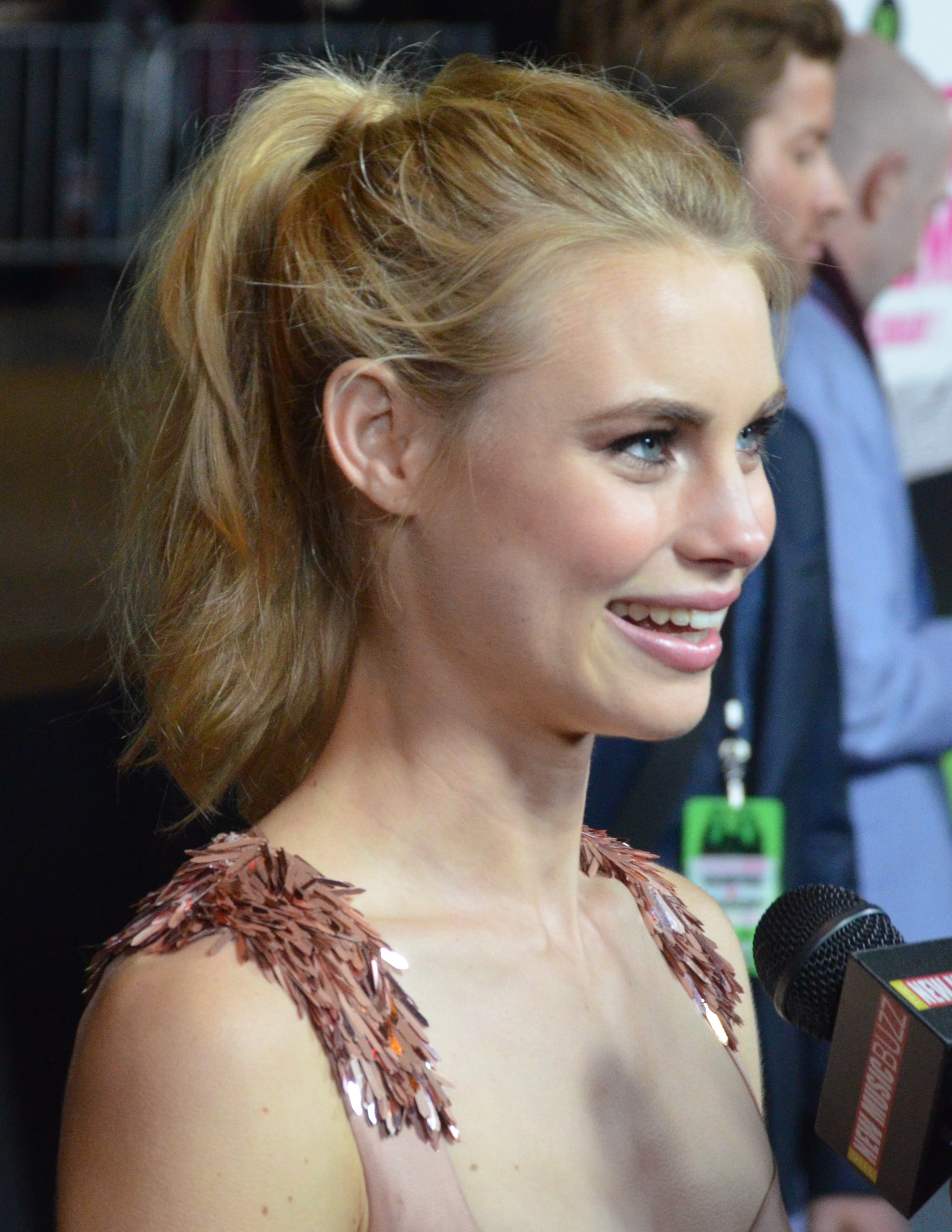
Lucy Fry en 2014 pendant la promotion du film Vampire Academy, à Los Angeles.

En 2014, elle fait ses premiers pas sur grand écran en interprétant le rôle de Vasilisa « Lissa » Dragomir dans Vampire Academy au côté de Zoey Deutch. Cette même année, en jouant le rôle de Honey Halloway dans le film Now Add Honey, elle retrouve son ancienne partenaire de Lightning Point, Philippa Coulthard.
En 2016, elle joue dans les films The Darkness aux côtés de Kevin Bacon, Radha Mitchell et David Mazouz et Mr. Church avec Britt Robertson et Eddie Murphy. Elle incarne également la femme de Lee Harvey Oswald dans la mini-série 22.11.63 et est présente dans Wolf Creek.
En 2017, elle joue dans le film de David Ayer, Bright aux côtés de Will Smith.

## Vie privée
Lucy a été en couple entre 2016 et 2018 avec Daniel Webber, rencontré sur le tournage de 22.11.63.

## Filmographie

### Cinéma
- 2008 : L'Amour de l'or (Fool's Gold) d'Andy Tennant : Une touriste
- 2014 : Vampire Academy de Mark Waters : Vasilisa « Lissa » Dragomir
- 2015 : Now Add Honey de Wayne Hope : Honey Halloway
- 2015 : The Preppie Connection de Joseph Castelo : Alexis Hayes
- 2016 : The Darkness (6 Miranda Drive) de Greg McLean : Stephanie Taylor
- 2016 : Mr. Church de Bruce Beresford : Poppy
- 2017 : Bright de David Ayer : Tikka
- 2019 : She's Missing d'Alexandra McGuinness : Heidi
- 2021 : Night Teeth d'Adam Randall : Zoe
- 2021 : Waldo, détective privé (Last Looks) de Tim Kirkby

### Télévision
- 2012 : Lightning Point (Série TV) : Zoey
- 2013 : Reef Doctors (Série TV) : Josie
- 2013 : Les Sirènes de Mako (Mako Mermaids) (Série TV) : Lyla
- 2016 : 22.11.63 (11.22.63) (Série TV) : Marina Oswald
- 2016 : Wolf Creek (Série TV) : Eve Thorogood
- 2019-2021 : The Godfather of Harlem (Série TV)   Stella

### Clip Vidéo
- 2010 : Tommy and Krista de Thirsty Merc